# Krizová komunikace
Krizová komunikace patří mezi klíčové disciplíny public relations a je nedílnou součástí krizového managementu. Její úspěšné zvládnutí má zásadní význam pro ochranu a zachování dobrého jména podniku, instituce, neziskové organizace nebo veřejně exponované osoby v jejíž prospěch je vykonávána.

## Úkol krizové komunikace
Podstata krizové komunikace spočívá v prevenci vypuknutí krize její včasnou identifikací – prostřednictvím analýzy informačních toků uvnitř i vně subjektu (firmy, instituce, neziskové organizace), respektive v komunikačním zvládnutí krize poté, co se rozhořela. A to především s cílem omezit nebo úplně vyloučit negativní vliv krizové situace na dobrou pověst a následné fungování subjektu a na jeho schopnost dostát smluvním závazkům a stanoveným cílům. Proto má krizová komunikace mimořádný význam pro omezení ztrát, respektive zachování další existence subjektů postižených krizovou situací (např. imageové krize, zlomyslné útoky, krize spojené s působením přírodních živlů, podnikové krize). Stejně významná je také pro celou řadu zájmových skupin krizí postiženého subjektu ( zaměstnance – z hlediska zachování pracovních míst, místní komunity – pro zachování stability v regionu, ve kterém je subjekt aktivní, dodavatele – kterým hrozí nebezpečí ztráty významného odběratele apod.).

## Zaměření krizové komunikace
Za účelem splnění stanoveného zadání se krizová komunikace zaměřuje na pozitivní práci s pověstí firmy, instituce, neziskové organizace nebo veřejně exponované osoby, stejně jako s náladami a postoji jejich klíčových zájmových skupin. Vychází z toho, že bez ohledu na skutečný stav nelze krizi považovat za překonanou, pokud o tom nebudou přesvědčeny také všechny klíčové zájmové skupiny.